# Nikon D7200
Die D7200 ist eine digitale Spiegelreflexkamera von Nikon, die im März 2015 in den Markt eingeführt und im  Juni 2017 von der D7500 abgelöst wurde.

## Technische Merkmale
Der Bildsensor im DX-Format erlaubt Aufnahmen mit maximal 6000 × 4000 Pixeln.
Das Autofokussystem (Herstellerbezeichnung Multi-CAM 3500 II) verfügt über 51 Fokusmessfelder, davon sind 15 Kreuzsensoren. Gespeichert werden die Bilder im herstellereigenen Rohdatenformat NEF mit 12 oder 14 Bit Farbtiefe oder auch im JPEG-Format. Hierfür stehen zwei SDXC-Kartensteckplätze zur Verfügung. Die Verwendung von zwei Speicherkarten lässt sich unterschiedlich konfigurieren (Backup, JPEG und NEF getrennt, sowie redundante Datenspeicherung).
In der Kamera kommt als Bildprozessor das Modell Expeed 4 zum Einsatz. Der Kamera-interne Pufferspeicher ermöglicht Serienaufnahmen mit bis zu 27 NEF-Bildern (12 Bit) bzw. bis zu 100 JPEG-Bildern in Folge bei einer Bildrate von 6 Bildern pro Sekunde. Die Kamera ist mit W-LAN sowie NFC ausgestattet, worüber neben einer drahtlosen Übertragung der Aufnahmen auch eine Möglichkeit zur Fernauslösung per Smartphone-App realisiert wird.
Das rückwärtige Display hat eine Größe von 3,2 Zoll und besitzt eine Auflösung von 640 × 480 Pixel (1.228.800 RGBW-Subpixel).

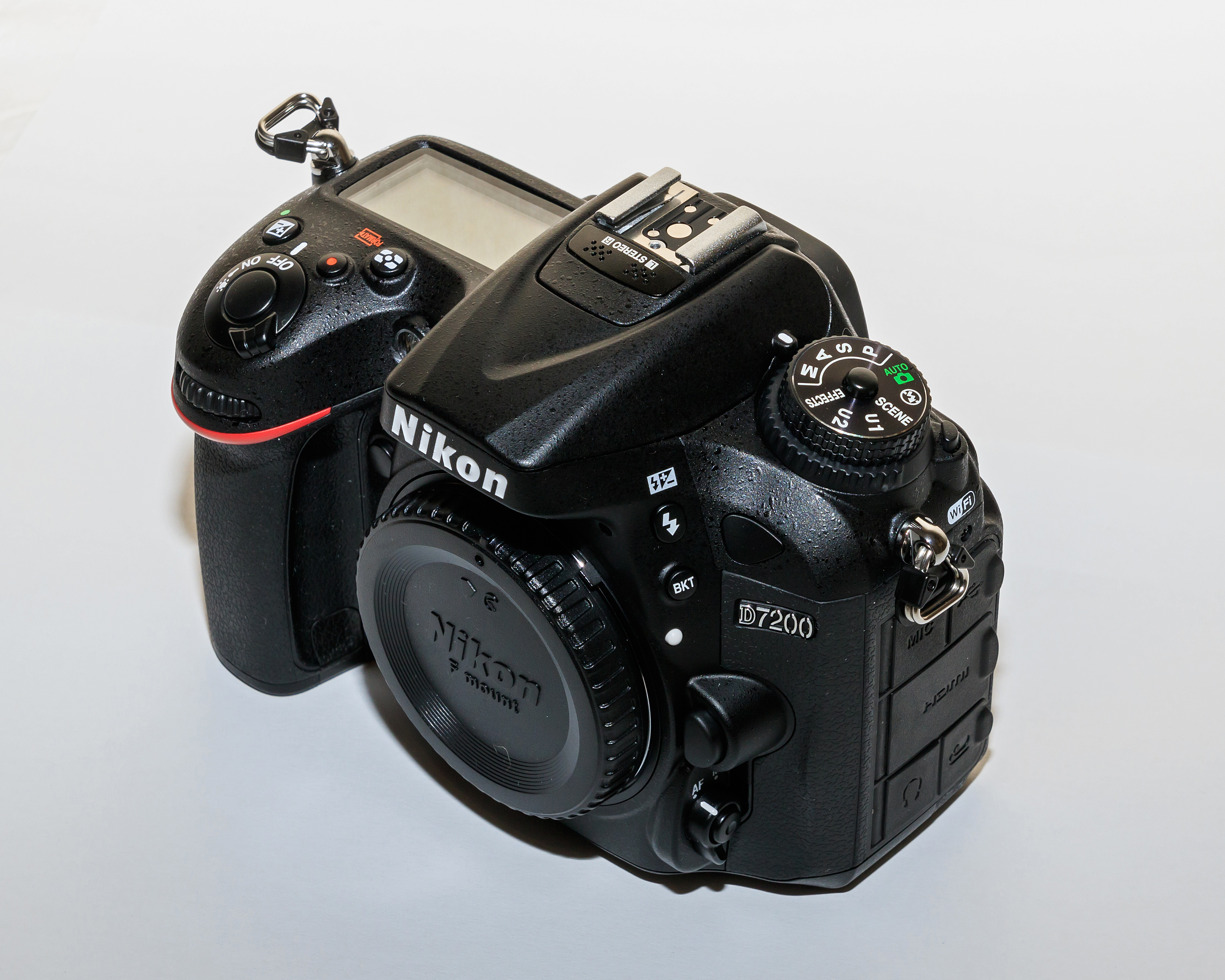
Vorderansicht, nur Gehäuse
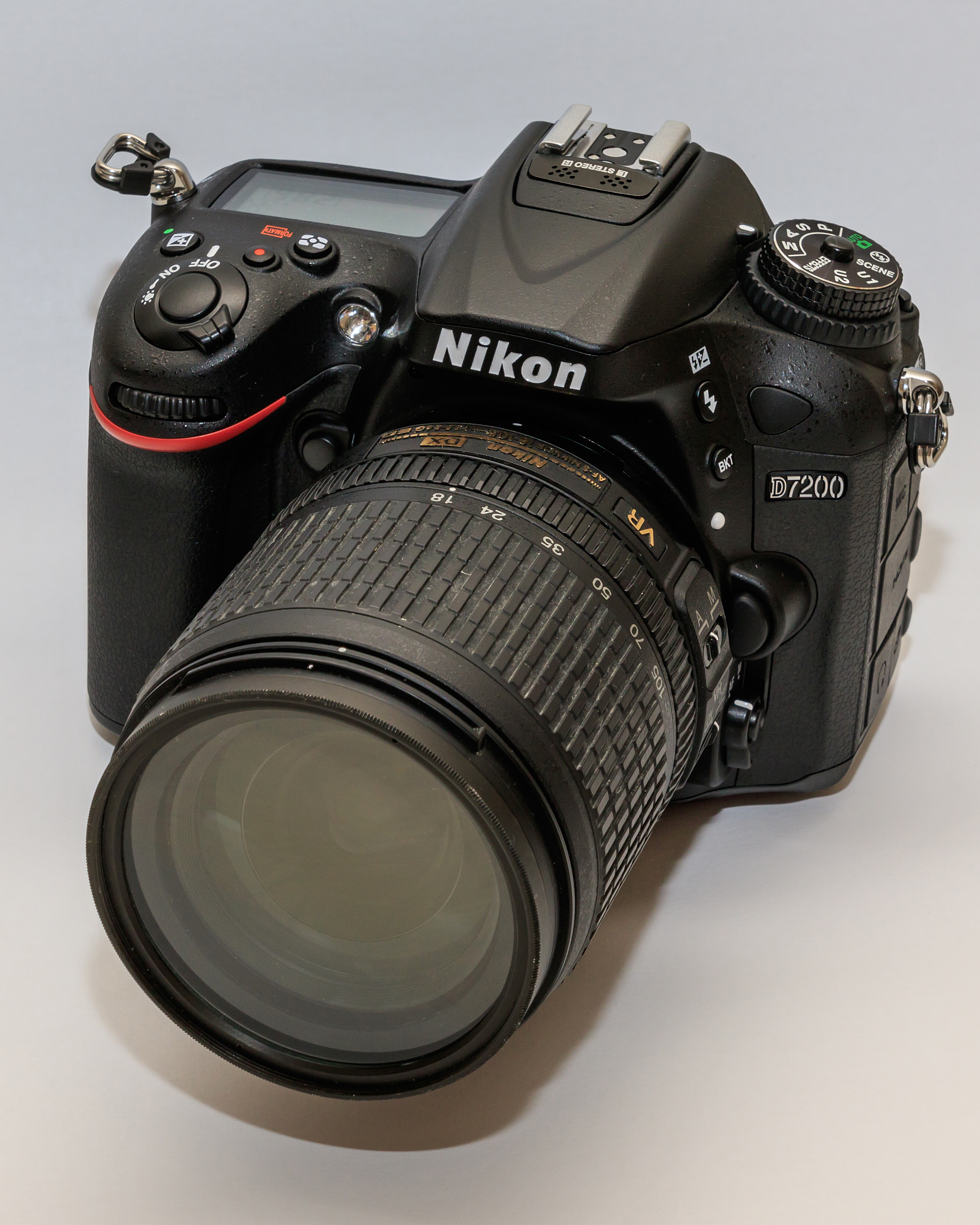
Mit AF-S DX Nikkor 18–105 mm f/3.5–5.6G ED VR
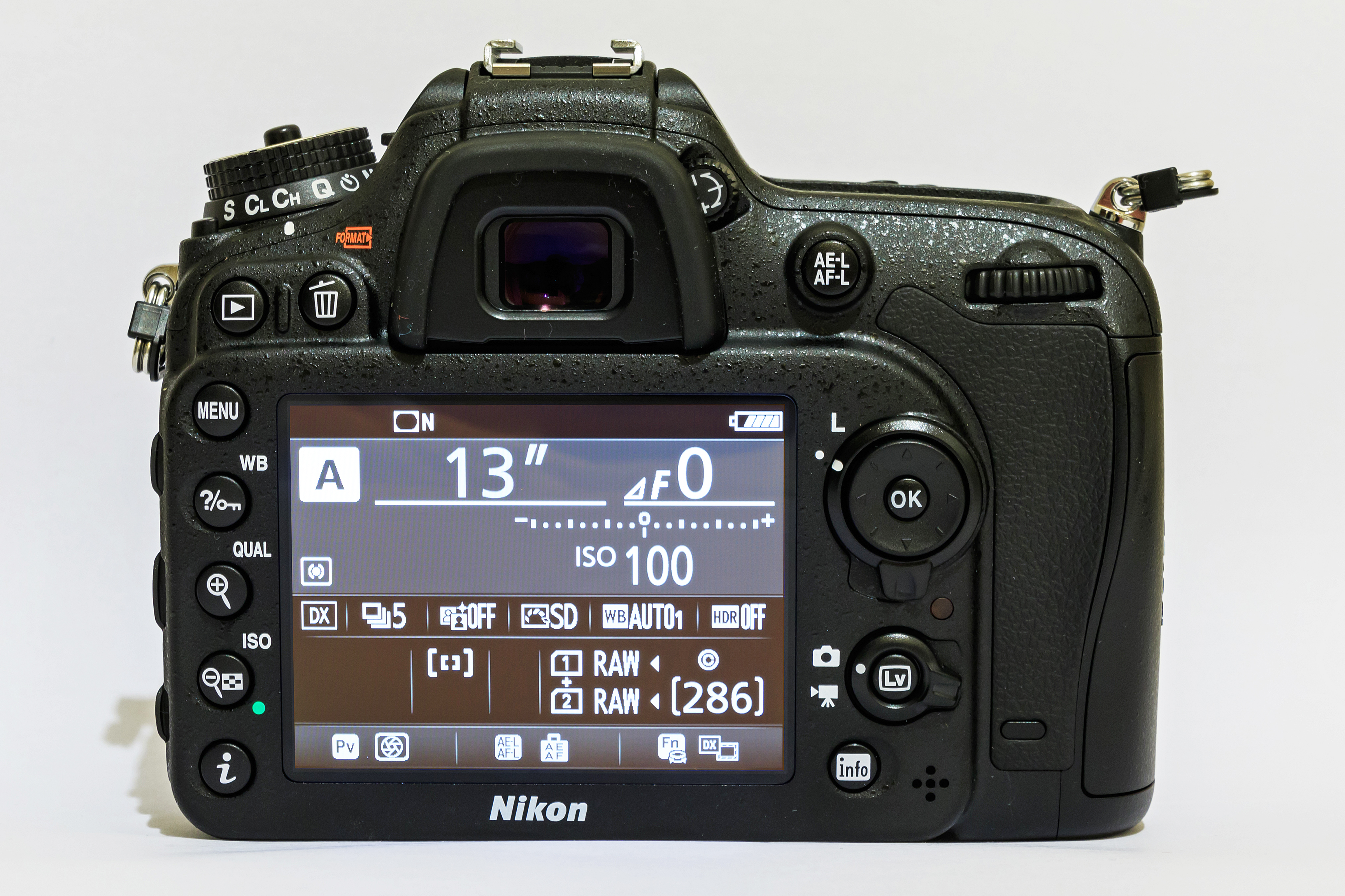
Rückansicht mit eingeschaltetem Bildschirm
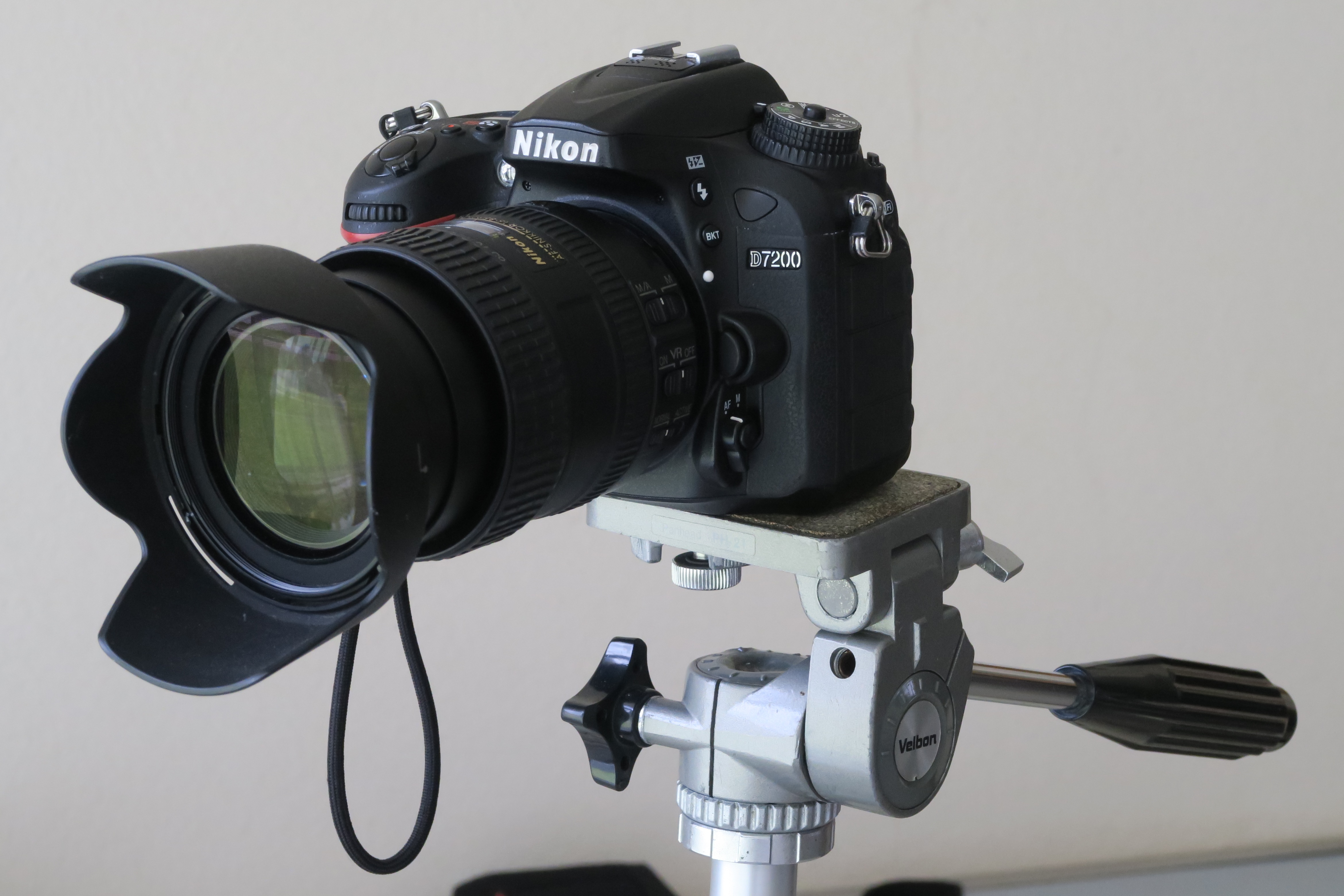
Mit AF-S DX Nikkor 16–85 mm f/3.5–4.5G ED VR

### 1,3×-Crop-Modus
Die Kamera verfügt über einen 1,3×-Crop-Modus (Brennweitenverlängerung, bezogen auf das DX-Format – insgesamt also 1,95× bezogen auf das Kleinbildformat), der die genutzte Sensorfläche auf ca. 18 mm × 12 mm, was 15 Megapixel entspricht, beschränkt. Nur in diesem Modus sind Videoaufnahmen im Live-View-Modus mit Bildwiederholraten von 50p und 60p (bei Full-HD) möglich. Die Bildwiederholrate beim Fotografieren steigt dann auf sieben Bilder pro Sekunde. Ein weiterer Vorteil dieses Modus ist die bessere Abdeckung des Bildbereiches mit Autofokusmessfeldern. Einen Vergrößerungsvorteil gegenüber einer normalen DX-Aufnahme bietet er allerdings nicht, ein nachträglicher digitaler Zuschnitt käme zum selben qualitativen Ergebnis.

## Zubehör
An der Seite besitzt die Kamera eine kombinierte Zubehörbuchse. Neben einem Fernauslöser lassen sich auch weitere Zubehörteile anschließen.
Es können zum Beispiel GPS-Empfänger für das kamerainterne Geotagging der Fotos angeschlossen werden.
Längen- und Breitengrade sowie die Höhe werden damit direkt in die Bilddateien geschrieben. der Hersteller bietet dafür den Geotagger GP-1 an. Obwohl der herstellereigene GPS-Empfänger keinen Kompass eingebaut hat, unterstützt die Schnittstelle Richtungsinformationen (engl. Heading), die auch von Produkten von Drittherstellern genutzt werden kann.
Mit dem optionalen Batteriegriff MB-D15 stehen auch im Hochformat ein eigener Auslöser und eine Vier-Wege-Wippe zur Verfügung. Zusätzlich lässt sich der Batteriegriff mit einem zweiten Akku (EN-EL15) oder sechs Standard-AA-Batterien bestücken.

## Entwicklungsgeschichte
Die Kameraentwicklung basiert, neben dem direkten Vorgänger, der D7100, auch auf anderen Modellen, so wurde das Autofokussystem aus der D750 übernommen. Nachfolgemodell ist die D7500, welche im April 2017 vorgestellt wurde.